# Cheilolejeunea trifaria
Cheilolejeunea trifaria là một loài Rêu trong họ Lejeuneaceae. Loài này được (Reinw., Blume & Nees) Mizut. mô tả khoa học đầu tiên năm 1964.